# 長谷部誠 (政治家)
長谷部誠（1951年2月17日—2022年2月12日），日本政治家，無黨籍，出身於秋田縣由利本莊市。
畢業於同志社大學經濟學部。他於1983年4月30日起擔任秋田縣議會議員，以後連續6期當選。他於2009年到2021年期間擔任由利本莊市市長。2022年2月12日上午7時27分在他家中病逝，享年70歲。